# Muhammad as-Sajjid (katarski piłkarz)
Muhammad as-Sajjid Abd al-Mutalib (ur. 27 stycznia 1987) – katarski piłkarz występujący na pozycji napastnika w klubie Umm-Salal.

## Kariera piłkarska
Muhammad as-Sajjid od początku kariery gra w klubie Umm-Salal SC, który bierze udział w rozgrywkach Qatar Stars League. W 2008 zadebiutował w reprezentacji Kataru. W 2011 został powołany do kadry na Puchar Azji rozgrywany właśnie w Katarze. Jego drużyna wyszła z grupy, zajmując 2. miejsce, jednak odpadła w ćwierćfinale z późniejszym mistrzem – Japonią. Strzelił na tym turnieju jedną bramkę – w meczu fazy grupowej przeciwko reprezentacji Kuwejtu (3:0).